# Ивановка (Уманский район)
Ива́новка (укр. Іванівка) — село в Уманском районе Черкасской области Украины. До революции носило наименование Цибермановка (Цебермановка, Большая Цебермановка).
Почтовый индекс — 20320. Телефонный код — 4744.

## Население
Население по переписи 2001 года составляло 1154 человека.

### Языковой состав
Родной язык населения по данным переписи 2001 года:
| Язык       | Численность, чел. | Доля     |
| ---------- | ----------------- | -------- |
| Украинский | 1 130             | 97,92 %  |
| Русский    | 17                | 1,47 %   |
| Другое     | 7                 | 0,61 %   |
| Итого      | 1 154             | 100,00 % |

## Местный совет
20320, Черкасская обл., Уманский р-н, с. Ивановка, ул. Ленина, 18